# Berberomeloe majalis
Berberomeloe majalis – gatunek chrząszcza z rodziny oleicowatych. Przy długości ciała 70 mm jest jednym z największych europejskich chrząszczy. Tak jak inne oleice ma skrócone pokrywy i wydłużony odwłok. Samice są większe od samców. Podobnym gatunkiem jest Berberomeloe insignis.